# Lokális Buborék

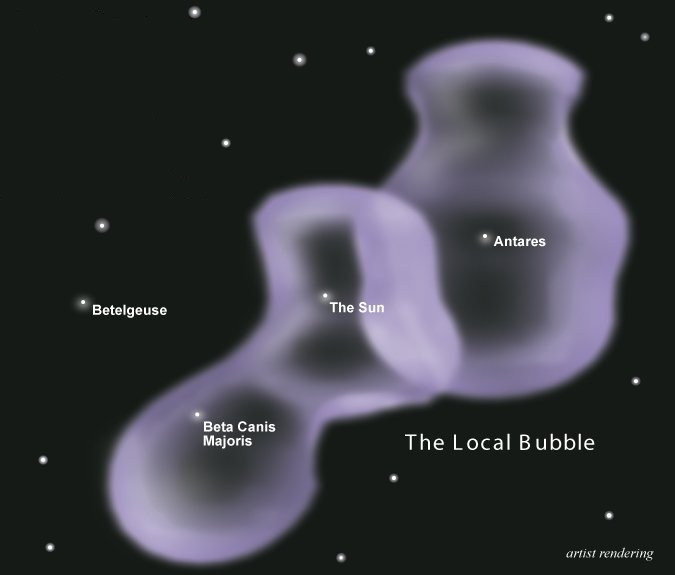
A Lokális Buborék ábrázolása (a középső térrészben a Nap)

A Lokális Buborék egy olyan, viszonylag üregesnek tekinthető térrész a Tejútrendszer Orion-kar nevű részében, amiben a Nap is tartózkodik. Legalább 300 fényév átmérőjű, belsejében a semleges hidrogén sűrűsége 0,05 atom/cm³, vagyis a csillagközi anyag (Interstellar Medium, ISM) átlagsűrűségének az egytizede. Egy vagy több szupernóva robbanása hozhatta létre.
Középpontjának távolsága 123 fényévre tehető.